# 渾釋之
渾釋之（？—764年），皋蘭州（今寧夏青銅峽南）人，鐵勒族渾部。唐朝將領。朔方軍軍官。

## 生平
渾釋之出身朔方軍軍官，與僕固懷恩、陳回光等同為郭子儀、李光弼部將，唐玄宗天寶十四年，安史之亂起，唐室倚朔方軍郭子儀戡亂，渾釋之隨軍而出戰，多次與安史叛軍大戰。
唐代宗廣德二年二月，僕固懷恩叛，殺時為朔方軍節度留後的渾釋之。

## 家庭
- 子渾瑊